# 小行星1276
小行星1276（1276 Ucclia）是一颗围绕太阳公转的小行星。1933年1月24日，歐仁·約瑟夫·德爾波特在于克勒发现了此天体。
該小行星以比利時的市鎮于克勒命名。
这颗小行星的绝对星等为333.2298218787664等。